# Celles, Hérault
Celles är en kommun i departementet Hérault i regionen Occitanien i södra Frankrike. Kommunen ligger i kantonen Clermont-l'Hérault som tillhör arrondissementet Lodève. År 2022 hade Celles 25 invånare.

## Befolkningsutveckling
Antalet invånare i kommunen Celles
Referens:INSEE